# Лаврін
Лаврі́н (засвідчене також «Лаврин», ст.-укр. Лавринъ) — українське ім'я, за походженням є народною формою канонічного імені Лаврентій. Цікаво, що святий з ім'ям «Лаурін» (лат. Laurinus) згадується й у католицьких святках (14 квітня).

## Прізвище
Ім'я Лаврін часто згадується в історії та літературі. Ще починаючи зі списків реєстрових козаків часто зустрічається Лаврін, син Лавріна. У той час багато козаків брали прізвище Лавріненко, «син Лавріна».
Як прізвище Лаврін формується ймовірно в 16-17 століттях. Так у населеному пункті Маркопіль Бродівського району Львівської області значна частина населення носять прізвище Лаврін. За переказами, в середині 18 століття Маркопіль переходить від сина Яна III Собецького Якова-Людовіка Собецького у власність руського воєводи Речиського. Воєвода для полегшення управління містечком запрошує бурмистром руського боярина Лавріна. У Лавріна народжується 10 синів і з того часу розійшлися по світу Лавріни.
За матеріалами історика Петра Лаврінчука, швидше за все походження прізвища Лаврінчук давнє українсько-руське. Рід зародився на території Жовкви, Бродів та Ратомщини. Адже в Жовкві знаходиться храм святого Лаврентія. Принаймні рід Лавріна Ратомського був дуже знатним та багатим.
А сам Лаврін та його син Михайло Ратомський були Остерськими старостами та воєводами. Є версія, що до цього роду належить і Лаврін Капуста, права рука Богдана Хмельницького, який товаришував іще з батьком Богдана Михайлом Хмельницьким і який теж довгий час перебував у молоді роки на Бродівщині в Жовкві та Ратомщині. Після татарського нашестя осередком роду Лаврінів стали Маркопіль та Підкамінь. Лавріни там живуть і зараз. Нащадки Лаврінів, що живуть на Волині, Вінниччині, Рівненщині, Хмельниччині та багато на Київщині й у Білорусі, стали називатись Лаврінчуками.
Прізвища записувалися на слух, тому часто змінювалися. Прізвища Лаврін, Лавріненко, Лаврінчук та Лаврінович брали ті караїми, яких переселив із Криму литовський князь Вітовт: 400 родин, що були чиновниками та охоронцями Тракайського замку й резиденції у Вільні. Серед оточення Вітовта, Ягайла та інших князів знаходимо писарів та чиновників на прізвище Лаврін. Лавріни русько-караїмського походження були гарними майстрами-будівельниками земельних міст, серед яких є місто Маркопіль. Лаврінів-Лаврінчуків шанували і польські королі, особливо Ян Собеський, який теж пов'язаний із Жовквою та Бродами. Саме він під час експансії на Київщину після створення Речі Посполитої використав рід Лаврінів.

## Відомі носії
- Лаврін Капуста — соратник Б. Хмельницького

Вигадані персонажі
- Лаврін Кайдаш — герой повісті Івана Нечуя-Левицького «Кайдашева сім'я».